# Młoszowa
Młoszowa je vesnice v severozápadní části Malopolského vojvodství. V současné době má 2 610 obyvatel (2010)

## Infrastruktura
- hotel
- kostel
- škola
- hřiště
- hřbitov
- sbor dobrovolných hasičů
- čerpací stanice

## Náboženství
- římskokatolická církev: farnost